# Conistra unimacula
Conistra unimacula är en fjärilsart som beskrevs av Shigero Sugi 1958. Conistra unimacula ingår i släktet Conistra och familjen nattflyn. Inga underarter finns listade i Catalogue of Life.